# Preliminariile Campionatului European de Fotbal 2012 - Grupa B
Această pagină prezintă rezultatele pentru Grupa B a Preliminariilor Campionatului European de Fotbal 2012.

## Clasament
| Legendă                            |
| ---------------------------------- |
| Calificată direct la turneul final |
| Avansată în play-off               |

| Echipa            | MJ | V | E | Î  | GM | GP | DG  | Pct |
| ----------------- | -- | - | - | -- | -- | -- | --- | --- |
| Rusia             | 10 | 7 | 2 | 1  | 17 | 4  | +13 | 23  |
| Republica Irlanda | 10 | 6 | 3 | 1  | 15 | 7  | +8  | 21  |
| Armenia           | 10 | 5 | 2 | 3  | 22 | 10 | +12 | 17  |
| Slovacia          | 10 | 4 | 3 | 3  | 7  | 10 | −3  | 15  |
| Macedonia de Nord | 10 | 2 | 2 | 6  | 8  | 14 | −6  | 8   |
| Andorra           | 10 | 0 | 0 | 10 | 1  | 25 | −24 | 0   |

|                   | Andorra | Armenia | Macedonia de Nord | Republica Irlanda | Rusia | Slovacia |
| ----------------- | ------- | ------- | ----------------- | ----------------- | ----- | -------- |
| Andorra           | —       | 0–3     | 0–2               | 0–2               | 0–2   | 0–1      |
| Armenia           | 4–0     | —       | 4–1               | 0–1               | 0–0   | 3–1      |
| Macedonia de Nord | 1–0     | 2–2     | —                 | 0–2               | 0–1   | 1–1      |
| Republica Irlanda | 3–1     | 2–1     | 2–1               | —                 | 2–3   | 0–0      |
| Rusia             | 6–0     | 3–1     | 1–0               | 0–0               | —     | 0–1      |
| Slovacia          | 1–0     | 0–4     | 1–0               | 1–1               | 0–1   | —        |

## Rezultate și program
Programul meciurilor din Grupa B a fost negociat între participanți la o întâlnire în Moscova. Rusia. pe 15 și 16 martie 2010. După ce această reuniune s-a dovedit neconcludentă. lista de jucare a meciurilor a fost determinată de o tragere la sorți în mod aleatoriu la Congresul ordinar XXXIV UEFA în Tel Aviv. Israel. la 25 martie.
| Armenia | 0 – 1  | Republica Irlanda |
| ------- | ------ | ----------------- |
|         | Raport | Fahey 76'         |

| Andorra | 0 – 2  | Rusia                      |
| ------- | ------ | -------------------------- |
|         | Raport | Pogrebnyak 14', 64' (pen.) |

| Slovacia      | 1 – 0  | Macedonia de Nord |
| ------------- | ------ | ----------------- |
| Hološko 90+1' | Raport |                   |

| Rusia | 0 – 1  | Slovacia  |
| ----- | ------ | --------- |
|       | Raport | Stoch 27' |

| Macedonia de Nord                   | 2 – 2  | Armenia                         |
| ----------------------------------- | ------ | ------------------------------- |
| Gjurovski 42' Naumoski 90+6' (pen.) | Raport | Movsisyan 41' Manucharyan 90+1' |

| Republica Irlanda               | 3 – 1  | Andorra      |
| ------------------------------- | ------ | ------------ |
| Kilbane 15' Doyle 41' Keane 54' | Raport | Martínez 45' |

| Armenia                                    | 3 – 1  | Slovacia  |
| ------------------------------------------ | ------ | --------- |
| Movsisyan 23' Ghazaryan 50' Mkhitaryan 89' | Raport | Weiss 37' |

| Andorra | 0 – 2  | Macedonia de Nord      |
| ------- | ------ | ---------------------- |
|         | Raport | Naumoski 42' Šikov 60' |

| Republica Irlanda         | 2 – 3  | Rusia                                  |
| ------------------------- | ------ | -------------------------------------- |
| Keane 72' (pen.) Long 78' | Raport | Kerzhakov 11' Dzagoev 29' Shirokov 50' |

| Armenia                                                | 4 – 0  | Andorra |
| ------------------------------------------------------ | ------ | ------- |
| Ghazaryan 4' Mkhitaryan 16' Movsisyan 32' Pizzelli 52' | Raport |         |

| Macedonia de Nord | 0 – 1  | Rusia        |
| ----------------- | ------ | ------------ |
|                   | Raport | Kerzhakov 8' |

| Slovacia   | 1 – 1  | Republica Irlanda |
| ---------- | ------ | ----------------- |
| Ďurica 36' | Raport | St Ledger 16'     |

| Armenia | 0 – 0  | Rusia |
| ------- | ------ | ----- |
|         | Raport |       |

| Andorra | 0 – 1  | Slovacia |
| ------- | ------ | -------- |
|         | Raport | Šebo 21' |

| Republica Irlanda    | 2 – 1  | Macedonia de Nord |
| -------------------- | ------ | ----------------- |
| McGeady 2' Keane 21' | Raport | Tričkovski 45'    |

| Rusia                             | 3 – 1  | Armenia      |
| --------------------------------- | ------ | ------------ |
| Pavlyuchenko 26', 59', 73' (pen.) | Raport | Pizzelli 25' |

| Slovacia   | 1 – 0  | Andorra |
| ---------- | ------ | ------- |
| Karhan 63' | Raport |         |

| Macedonia de Nord | 0 – 2  | Republica Irlanda |
| ----------------- | ------ | ----------------- |
|                   | Raport | Keane 7', 37'     |

| Andorra | 0 – 3  | Armenia                                            |
| ------- | ------ | -------------------------------------------------- |
|         | Raport | Pizzelli 34' Ghazaryan 75' Mkhitaryan 90+2' (pen.) |

| Rusia       | 1 – 0  | Macedonia de Nord |
| ----------- | ------ | ----------------- |
| Semshov 41' | Raport |                   |

| Republica Irlanda | 0 – 0  | Slovacia |
| ----------------- | ------ | -------- |
|                   | Raport |          |

| Rusia | 0 – 0  | Republica Irlanda |
| ----- | ------ | ----------------- |
|       | Raport |                   |

| Macedonia de Nord | 1 – 0  | Andorra |
| ----------------- | ------ | ------- |
| Ivanovski 59'     | Raport |         |

| Slovacia | 0 – 4  | Armenia                                                   |
| -------- | ------ | --------------------------------------------------------- |
|          | Raport | Movsisyan 57' Mkhitaryan 70' Ghazaryan 80' Sarkisov 90+1' |

| Armenia                                                  | 4 – 1  | Macedonia de Nord |
| -------------------------------------------------------- | ------ | ----------------- |
| Pizzelli 28' Mkhitaryan 34' Ghazaryan 69' Sarkisov 90+1' | Raport | Šikov 86'         |

| Slovacia | 0 – 1  | Rusia       |
| -------- | ------ | ----------- |
|          | Raport | Dzagoev 71' |

| Andorra | 0 – 2  | Republica Irlanda    |
| ------- | ------ | -------------------- |
|         | Raport | Doyle 7' McGeady 20' |

| Rusia                                                                            | 6 – 0  | Andorra |
| -------------------------------------------------------------------------------- | ------ | ------- |
| Dzagoev 5', 44' Ignashevich 26' Pavlyuchenko 30' Glushakov 59' Bilyaletdinov 78' | Raport |         |

| Republica Irlanda                  | 2 – 1  | Armenia        |
| ---------------------------------- | ------ | -------------- |
| V. Aleksanyan 43' (o.g.) Dunne 59' | Raport | Mkhitaryan 62' |

| Macedonia de Nord | 1 – 1  | Slovacia    |
| ----------------- | ------ | ----------- |
| Noveski 80'       | Raport | Piroska 54' |

## Golgheteri
6 goluri
- Henrikh Mkhitaryan

5 goluri
| - Gevorg Ghazaryan | - Robbie Keane |  |

4 goluri
| - Yura Movsisyan - Marcos Pizzelli | - Alan Dzagoev | - Roman Pavlyuchenko |

2 goluri
| - Artur Sarkisov - Ilčo Naumoski - Vanče Šikov | - Kevin Doyle - Aiden McGeady | - Aleksandr Kerzhakov - Pavel Pogrebnyak |

1 gol
| - Cristian Martínez - Edgar Manucharyan - Mario Gjurovski - Mirko Ivanovski - Nikolče Noveski - Ivan Tričkovski - Richard Dunne - Keith Fahey | - Kevin Kilbane - Shane Long - Sean St Ledger - Diniyar Bilyaletdinov - Denis Glushakov - Sergei Ignashevich - Igor Semshov - Roman Shirokov | - Ján Ďurica - Filip Hološko - Miroslav Karhan - Juraj Piroska - Filip Šebo - Miroslav Stoch - Vladimír Weiss |

1 autogol
- Valeri Aleksanyan (împotriva Irlandei)

## Prezența la meci
| Echipa            | Cea mai mare | Cea mai mică | Total   | Medie  |
| ----------------- | ------------ | ------------ | ------- | ------ |
| Andorra           | 1.100        | 550          | 4.110   | 822    |
| Armenia           | 14.403       | 8.500        | 57.903  | 11.581 |
| Macedonia de Nord | 29.500       | 4.100        | 58.100  | 11.620 |
| Republica Irlanda | 50.411       | 33.200       | 204.574 | 40.915 |
| Rusia             | 49.515       | 18.000       | 164.385 | 32.877 |
| Slovacia          | 10.892       | 4.300        | 38.497  | 7.699  |